# Rianne Guichelaar
Rianne Guichelaar (Enschede, 16 agosto 1983) è una pallanuotista olandese, vincitrice di una medaglia d'oro ai giochi olimpici di Pechino 2008.